# Shawar
Shawar (in arabo  شاور بن مجير السعدي‎?, Shāwar b. Mujīr al-Saʿdī, m. il 18 gennaio del 1169) è stato un wāsiṭa dell'Imamato fatimide dal 1162 al 1163 e, di nuovo, dal 1164 al 1169, anno della sua morte.
Le lotte di potere in seno all'Imamato fatimide, alle quali egli fu fortemente correlato, facilitarono molto la presa di potere dell'Egitto da parte di Saladino.

## Biografia
Dopo l'assassinio del wāsiṭa al-Afdal Shahanshah nel 1121, l'Egitto divenne l'oggetto delle numerose lotte di potere e delle guerre civili per il posto di wāsiṭa. Dal 1121 al 1162, sette wāsiṭa s'erano succeduti e sei di loro erano stati uccisi. Nel dicembre del 1162, al-ʿĀdil Ruzzīk era stato deposto e messo a morte proprio da Shāwar, governatore dell'Alto Egitto, che assunse il titolo di wāsiṭa e di comandante delle forze armate. Ma Shāwar insediò membri della sua famiglia in posti-chiave e la cupidigia di questi ultimi gli valse un'immensa impopolarità, anche presso i suoi funzionari e ufficiali. Uno di loro, Dirgham, che era stato nominato Gran Ciambellano, insorse nel 1163. Shāwar riuscì tuttavia a fuggire e a rifugiarsi alla corte di Norandino.